# Howard Crossett
Howard Wallace Crossett (22 de julio de 1918-30 de junio de 1968) fue un deportista estadounidense que compitió en bobsleigh. Participó en los Juegos Olímpicos de Oslo 1952, obteniendo una medalla de plata en la prueba cuádruple.

## Palmarés internacional
| Juegos Olímpicos | Juegos Olímpicos | Juegos Olímpicos | Juegos Olímpicos |
| Año              | Lugar            | Medalla          | Prueba           |
| ---------------- | ---------------- | ---------------- | ---------------- |
| 1952             | Oslo (Noruega)   | Medalla de plata | Cuádruple        |